# SN 2006sq
SN 2006sq – supernowa typu Ia odkryta 24 listopada 2006 roku w galaktyce A020711-0357. W momencie odkrycia miała maksymalną jasność 23,50m.